# Bästlein-Jacob-Abshagen-Gruppe
Die Bästlein-Jacob-Abshagen-Gruppe war eine Widerstandsorganisation um die KPD-Mitglieder Bernhard Bästlein, Franz Jacob und Robert Abshagen, die von 1940 bis zum Kriegsende 1945 gegen das nationalsozialistische Regime kämpfte. Sie war mit etwa 300 Mitgliedern in über dreißig Hamburger Betrieben die größte regionale Widerstandsgruppe in Hamburg.

## Widerstand
1940 kamen Bernhard Bästlein, Franz Jacob, Robert Abshagen und Gustav Bruhn, alle kurz zuvor aus dem KZ Sachsenhausen entlassen, nach geheimen Beratungen zu dem Schluss, aus den versprengten Gruppen der KPD und einer Vielzahl kleinerer Gruppen des Widerstands eine Widerstandsorganisation aufzubauen. Diese sollte hauptsächlich in den Hamburger Großbetrieben verankert sein und dazu beitragen, den Sturz des nationalsozialistischen Regimes und die Beendigung des Krieges voranzutreiben. Anfang Dezember 1941 gründen Bernhard Bästlein, Franz Jacob und Robert Abshagen die Gruppe mit weiteren Mitstreitern in Abshagens Wohnung in der Wachtelstrasse 4 in Barmbek. Durch umfangreiche Kontakte konnte ein konspiratives Netzwerk in über dreißig Firmen, hauptsächlich in den Hamburger Werften, geschaffen werden. Erklärte Ziele waren die Mobilisierung der Arbeiterschaft, die Unterstützung ausländischer Zwangsarbeiter und sowjetischer Kriegsgefangener und die Sabotage der Rüstungsproduktion. Der Gruppe gehörten vor allem KPD-Mitglieder, einige Sozialdemokraten und Parteilose sowie einige ausländische Zwangsarbeiter an. Auf Flugblättern, die in der Regel intern verteilt wurden, warb die Gruppe für ein sozialistisches Deutschland an der Seite der Sowjetunion. Zu den überregionalen Verbindungen gehörten Kontakte über Wilhelm Guddorf mit dem Widerstandsnetz der Roten Kapelle in Berlin und über Leo Drabent und Hermann Böse nach Bremen.

## Verfolgung
Im Oktober 1942 wurden die Aktivitäten der Gruppe durch die Staatspolizeileitstelle Hamburg aufgedeckt, mehr als 100 ihrer zu dieser Zeit etwa 200 Mitglieder wurden festgenommen. Franz Jacob entkam nach Berlin und knüpfte dort mit Anton Saefkow ein neues Netz illegaler Zellen. Nach den schweren Luftangriffen auf Hamburg im Juli und August 1943 erhielten über 50 inhaftierte Widerstandskämpfer der Gruppe unerwartet Hafturlaub. Viele von ihnen versuchten sogleich, die Gruppe wiederaufzubauen. Bernhard Bästlein nahm die Verbindung zu Franz Jacob in Berlin auf. Nach einigen Monaten waren die meisten Flüchtlinge jedoch erneut gefasst. In den sogenannten Hamburger Kommunistenprozessen ab Mai 1944 wurden zahlreiche Todesurteile verhängt. Insgesamt wurden 70 Mitglieder der Gruppe zwischen 1942 und 1945 durch die Guillotine hingerichtet oder kamen auf andere Weise im Untersuchungsgefängnis oder im KZ Neuengamme ums Leben. Dennoch gelang es der Gruppe, ihre Aktivitäten bis in die letzten Kriegstage aufrechtzuerhalten und für die kampflose Übergabe der Stadt Hamburg an die Alliierten einzutreten.

## Öffentliche Ehrungen und Gedenken

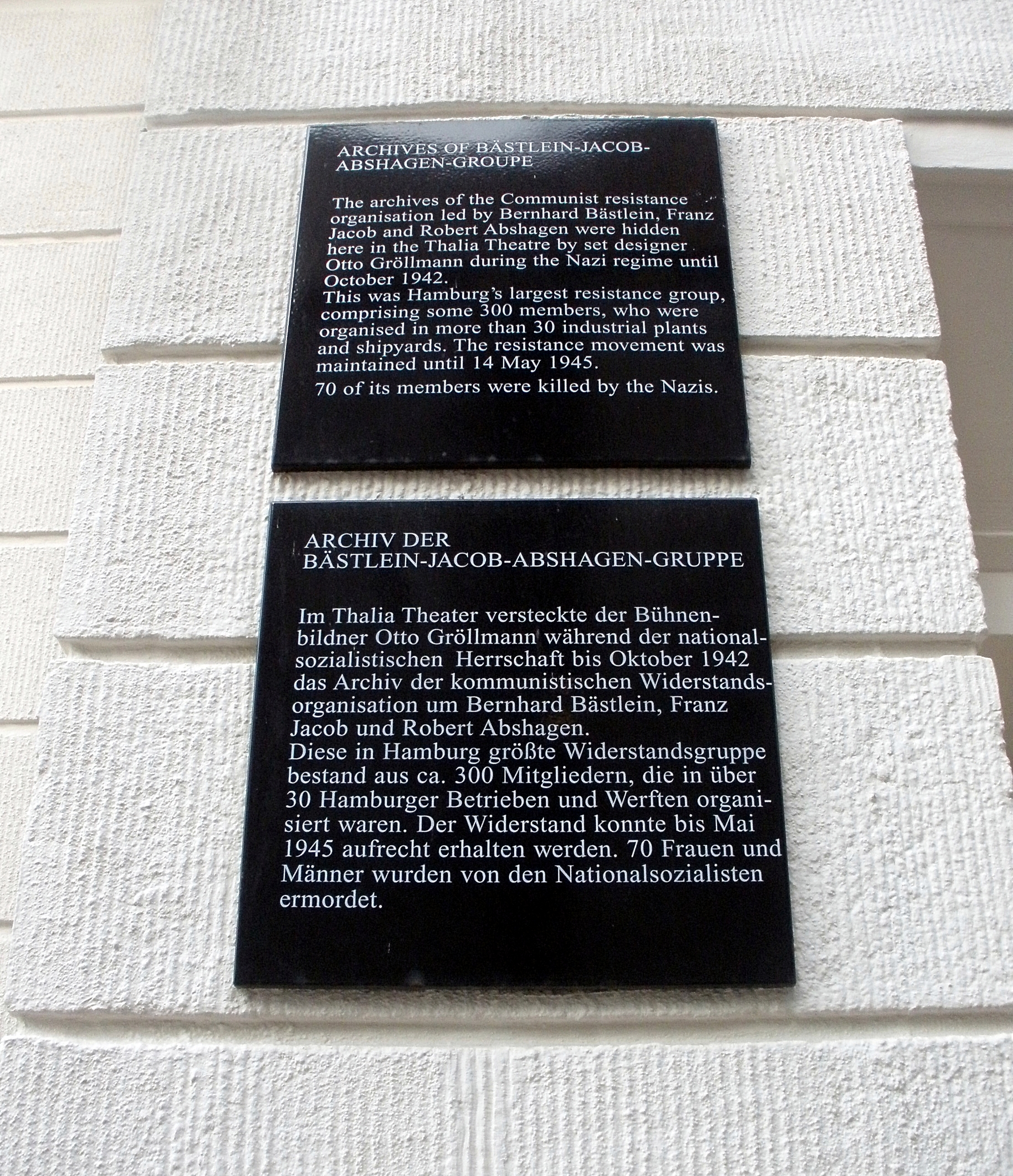
Gedenktafel am Eingang des Thalia Theaters

Am 8. September 1946 wurden 27 Urnen ermordeter Hamburger Widerstandskämpfer in einem Ehrenhain im Ohlsdorfer Friedhof beigesetzt, darunter auch Bernhard Bästlein, Franz Jacob und Heinz Priess. Später wurden auch die Urnen von Robert Abshagen und weiterer Angehöriger der Gruppe überführt.
Der Betriebsrat von Blohm & Voss ließ 1953 auf dem Betriebsgelände eine Tafel aufstellen, in Erinnerung an elf ermordete Arbeiter der Werft, darunter acht aus der Bästlein-Jacob-Abshagen-Gruppe.
1964 gab die Oberpostdirektion der DDR eine Briefmarkenserie zum 20. Todestag von Saefkow, Jacob und Bästlein heraus, zuvor war schon in einer Sportlerserie eine Briefmarke zum Gedenken an Walter Bohne erschienen. 
Am Thalia Theater (Hamburg) ist seit den 1980er Jahren eine Gedenktafel aus dem Programm des Hamburger Denkmalschutzamtes Stätten der Verfolgung und des Widerstandes angebracht, da das Theater einer der Stützpunkte der Gruppe war. Weitere Stolpersteine befinden sich vor den ehemaligen Wohnungen 
2024 wurden 15 Stolpersteine für Mitglieder der Gruppe vor dem Untersuchungsgefängnis Holstenglacis durch Gunther Demnig verlegt. Weitere Stolpersteine auf dem Hamburger Stadtgebiet für Bastlein, Jacob und Abshagen befinden sich von deren ehemaligen Wohnungen, sowie dem Hamburger Rathaus.

## Weitere Mitglieder
- Walter Bohne
- Gustav Bruhn
- Hans Hornberger
- Oskar Reincke
- Kurt Schill
- Heinz Priess

→ Personen der Bästlein-Jacob-Abshagen-Gruppe